# Rodanebach
Der Rodanebach (oder auch die Rodane) ist ein ca. 5 km langer Bach in der Prignitz, der im Südwesten von Pritzwalk in der Nähe von Eggersdorf entspringt und in Pritzwalk am Stadtpark nahe der Bibliothek in die Dömnitz fließt. Dabei unterquert er die Umgehungsstraße B103/B189, die Bahnstrecke nach Wittenberge und das Perleberger Tor. In der alten Tuchfabrik wurde die Wasserkraft des angestauten Baches vor der Einführung von Dampfkraft oder elektrischen Antrieben genutzt, um die in der Stadt hergestellten fertig gewobenen Tuche zu walken.